# 벤네스시

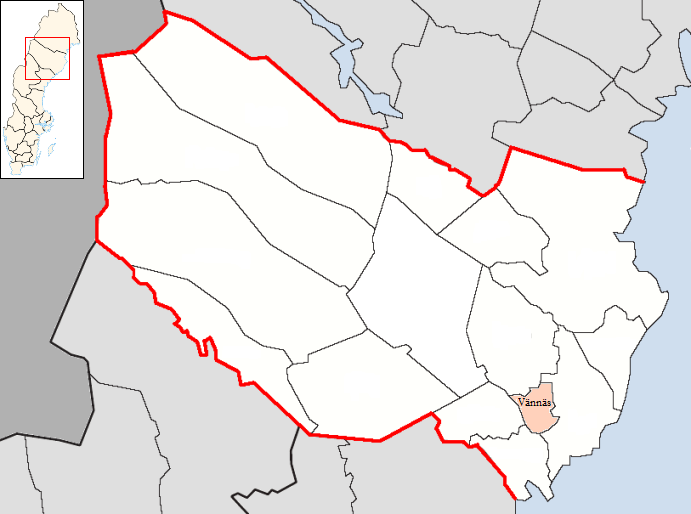
벤네스 시의 위치

벤네스시(스웨덴어: Vännäs kommun)는 스웨덴 베스테르보텐주에 위치한 지방 자치체로 행정 중심지는 벤네스이며 면적은 553.7km2, 인구는 8,695명(2016년 12월 31일 기준), 인구 밀도는 16명/km2이다.

시 문장